# Контрада ди Бибано (Тревизо)
Контрада ди Бибано је насеље у Италији у округу Тревизо, региону Венето.
Према процени из 2011. у насељу је живело 39 становника. Насеље се налази на надморској висини од 18 м.